# Avia BH-7
Die Avia BH-7 war ein tschechoslowakisches Flugzeug aus der ersten Hälfte der 1920er-Jahre. Es entstanden zwei Prototypen.

## Entwicklung
Das Kriegsministerium der ČSR bemühte sich zu Anfang der 1920er-Jahre, Flugzeugtypen von der einheimischen Industrie entwickeln zu lassen, um von Lieferungen aus dem Ausland unabhängig zu sein. 1923 gab es eine Ausschreibung heraus, in der ein einsitziges Jagdflugzeug gefordert wurde. Pavel Beneš und Miroslav Hajn, die beiden Entwickler bei Avia, konstruierten daraufhin zwei Flugzeugtypen. Der Doppeldecker BH-6 war mit seinem Unterflügel, der länger als der Oberflügel war, eine typische Beneš/Hajn-Konstruktion der 1920er-Jahre und der Anfang jener Linie, die über die BH-8 und BH-17 in der erfolgreichen BH-21 mündete.
Das zweite Modell BH-7 unterschied sich hauptsächlich in seiner Auslegung als Hochdecker von der BH-6. Die Tragfläche war durch N-Stiele mit dem Rumpf verbunden. Der Motorkühler befand sich, Avia-typisch, zwischen den Beinen des starren und durch eine Achse miteinander verbundenen Hauptfahrwerks.
Der erste Prototyp BH-7A war für die Armee vorgesehen und erhielt einen Hispano-Suiza-8Fb-Lizenzmotor von Škoda mit zweiflügeliger Holzluftschraube. Der zweite Prototyp BH-7B war als Rennflugzeug für Wettbewerbe vorgesehen und hatte einen Kompressor. Er unterschied sich von der Militärversion zudem durch die um 1,40 m verkürzte Spannweite.
Das Flugzeug ging nicht in Serie, die bei der Erprobung gewonnenen Erkenntnisse flossen in die Nachfolgemodelle ein.

## Technische Daten

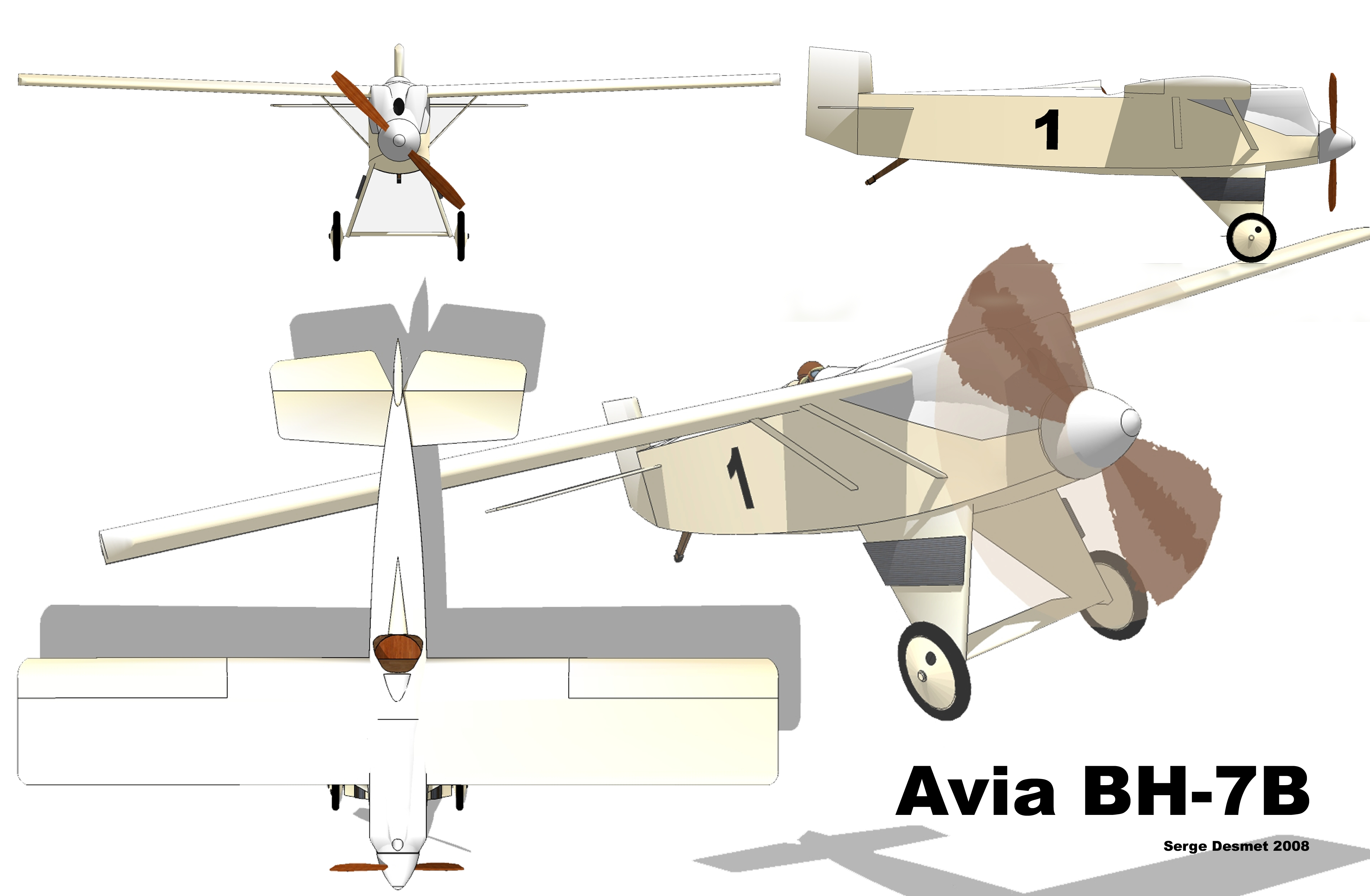
Dreiseitenansicht

| Kenngröße             | Daten                                                                           |
| --------------------- | ------------------------------------------------------------------------------- |
| Baujahr               | 1923                                                                            |
| Hersteller            | Avia Akciová Společnost Pro Průmysl Letecký                                     |
| Konstrukteure         | Pavel Beneš / Miroslav Hajn                                                     |
| Besatzung             | 1                                                                               |
| Länge                 | 6,84 m (BH-7B: 6,83 m)                                                          |
| Spannweite            | 10,40 m (BH-7B: 9,00 m)                                                         |
| Höhe                  | 2,83 m                                                                          |
| Flügelfläche          | 18,15 m²                                                                        |
| Flügelstreckung       | 6,0                                                                             |
| Leermasse             | 855 kg                                                                          |
| Startmasse            | maximal 1150 kg                                                                 |
| Höchstgeschwindigkeit | 240 km/h                                                                        |
| Dienstgipfelhöhe      | 8000 m                                                                          |
| Reichweite            | 480 km                                                                          |
| Triebwerk             | ein flüssigkeitsgekühlter Achtzylinder-V-Motor Hispano-Suiza 8Fb (Lizenz Škoda) |
| Leistung              | 231 kW (ca. 310 PS)                                                             |
| Bewaffnung            | zwei starre 7,7-mm-Vickers-MG über dem Motor (geplant)                          |